# Федерал-Серкл (станция аэроэкспресса)
Федерал-Серкл (англ. Federal Circle) — станция автоматического аэроэкспресса аэропорта имени Джона Кеннеди, находящаяся на стыке двух веток от аэропорта имени Джона Кеннеди, одна до станции Хауард-Бич к поездам A Нью-Йоркского метро, другая до Сатфин-бульвар — Арчер-авеню к поездам E, J и Z. Пути расходятся севернее станции. Она имеет одну островную, окружённую стеклянными стенами и дверьми, платфому. Выходы станции идут к офисам компаний по аренде машин, челночным автобусам, отелям и грузовой территории аэропорта.